# Mount Vernon Conference
Die Mount Vernon Conference, auch Mount Vernon Convention, war eine 1785 einberufene Versammlung von Delegierten aus den amerikanischen Bundesstaaten Maryland und Virginia im Landsitz von George Washington Mount Vernon. Nach ihrem Vorbild fand 1786 die Annapolis Convention statt, die den Verfassungskonvent berief.

## Hintergrund

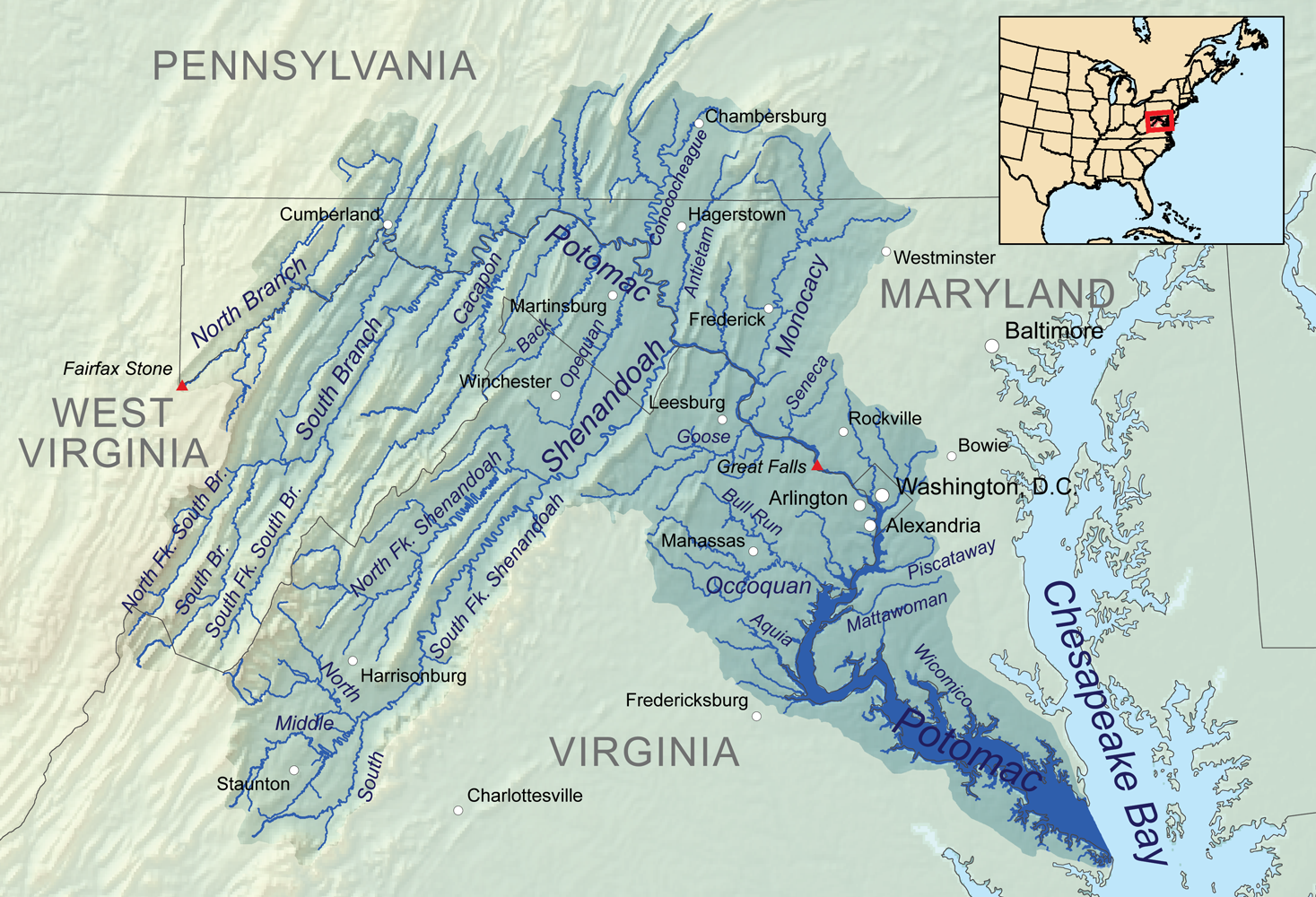
Der Potomac River

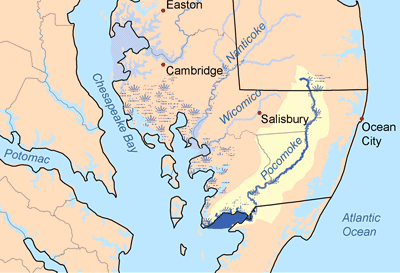
Der Pocomoke River

Nach dem Ende des Unabhängigkeitskrieges fehlte den jungen Vereinigten Staaten eine starke Nationalregierung. Der Konföderationskongress konnte unter den Konföderationsartikeln nicht ihren Willen gegenüber den Bundesstaaten durchsetzen. Auf diese war der Konföderationskongress auch finanziell angewiesen - die Konföderationsartikel erlaubten dem Konföderationskongress nämlich nicht, eigene Steuern zu erheben. Versuche, die Konföderationsartikel zu ändern, scheiterten an den Bundesstaaten. Der Konföderationskongress galt als so unbedeutend, dass viele Abgeordnete oft nicht mal mehr an Sitzungen teilnahmen. Das Erreichen eines Quorums wurde im Konföderationskongress zu einer Hürde. Des Weiteren verstanden sich die Bürger der Vereinigten Staaten nicht als US-Amerikaner, sondern als Virginier, New Yorker etc. Außenpolitisch gesehen war die junge Nation auch schwach. Die ehemalige Kolonialmacht, das Königreich Großbritannien, hielt noch Kanada und mehrere strategisch bedeutende Festungen im Westen und war bereit, die ehemalige Kolonie zu reintegrieren, falls sie in Einzelstaaten zerfällt. Das Königreich Spanien, das das westlich gelegene Louisiana kontrollierte, stritt sich mit den Vereinigten Staaten um die Kontrolle des Mississippi River. Den Kontinentalkongress stärken wollten Föderalisten wie James Madison, Alexander Hamilton, Robert Morris und Gouverneur Morris.
Auf Grund seiner Schwäche konnte der Konföderationskongress auch keine Dispute zwischen den einzelnen Staaten schlichten. Einer dieser Konflikte war ein Handelsdisput zwischen Virginia und Maryland um den Potomac River, den Pocomoke River und die Chesapeake Bay, die auf der Grenze zwischen den Staaten lagen. Infolge des Disputs wurden beide Flüsse zunehmend mit Zöllen belegt, was schlecht für Handel zwischen den Staaten war. Um den Konflikt zu schlichten, wurde ein Konvent in Alexandria berufen. Während die Delegierten aus Maryland bevollmächtigt wurde, über alle eben genannten Gewässer zu verhandeln, konnten die Virginier nur über den Potomac River verhandeln.

## Teilnehmer
- Maryland: Daniel of St. Thomas Jenifer, Thomas Stone, Samuel Chase
- Virginia: George Mason, Alexander Henderson, Edmund Randolph, James Madison

## Verlauf

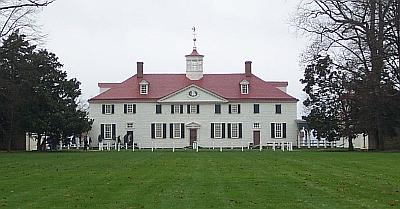
Landsitz Mount Vernon, Ansicht von der Vorderseite

Alexandria wurde am 21. März von den Delegierten aus Maryland erreicht. Da der Gouverneur von Virginia Patrick Henry die virginischen Delegierte noch nicht kontaktiert hatte, folgten sie vorerst nicht. Auf einem Besuch eines Delegierten aus Maryland erfuhr der ehemalige Kommandeur der Kontinentalarmee George Washington vom Konvent. Er hegte kommerzielle Interessen am Potomac, weshalb er seinen Landsitz Mount Vernon als Standort für den Konvent anbot. Das Angebot wurde akzeptiert. Die Delegierten aus Maryland und Virginia einigten sich am 28. März auf den Mount Vernon Compact, der den Potomac zu einer für Bürger von Virginia und Maryland zollfreien Zone machte.

## Folgen
Der Mount Vernon Compact wurde bald von Virginia und Maryland ratifiziert. Es diente als Vorbild für Kooperation zwischen den Bundesstaaten ohne Hilfe des Konföderationskongresses. Auf Treiben von James Madison wurde nach dem Vorbild der Mount Vernon Conference die Annapolis Convention berufen. Sie berief den Verfassungskonvent, der die Verfassung der Vereinigten Staaten verfasste.